# Họ Điền thay Tề
Họ Điền thay Tề (chữ Hán: 田氏代齐, Điền thị đại Tề) là sự kiện lịch sử xảy ra và kéo dài từ cuối thời Xuân Thu đến đầu thời Chiến Quốc trong lịch sử Trung Quốc, với kết quả cuối cùng là họ Điền chiếm quyền hành ở nước Tề và đến năm 386 TCN Chu An vương chính thức thừa nhận Điền Hòa làm chư hầu, nước Tề của họ Khương chính thức tuyệt tự và thay vào đó, họ Điền lên nắm quyền thống trị ở nước Tề.